# 광인 이론
광인 이론(狂人理論, 영어: Madman Theory) 또는 광인 전략(狂人戰略, 영어: Madman Strategy)은 국제 정치 이론 중 하나로서 협상 상대자에게 자신을 미치광이로 인식시킴으로써 이를 무기 삼아 협상을 유리하게 이끄는 전략이다. 닉슨 행정부가 전 세계적인 핵 전쟁 공포 조성으로 베트남 전쟁 종결을 시도했던 데에서 유래한다. 닉슨 행정부는 베트남 전쟁에서 남베트남을 지원하고 있었고 전쟁 종식을 위해 핵 공격 태세를 크게 강화시켜 상대방의 굴복을 유도했는데, 핵 전쟁을 시작할지 모른다는 신호를 보내면 당시 북베트남을 배후 지원하던 소련이 위협을 느껴 미국의 말을 듣도록 북베트남을 조종할 것이라고 믿었다. 이에 닉슨은 북베트남과의 평화회담이 교착상태에 있던 1969년 10월 동아시아와 유럽·중동 지역 주둔 미군에 핵 전쟁 경계령을 내렸었다. 이 전략의 목적은 '미국 대통령이 작은 일에도 발끈해 핵전쟁이라도 일으킬 수 있는 인물'로 믿게 해 적국들이 감히 미국에게 덤비지 못하게 만드는 데 있다. 조선민주주의인민공화국의 김정은 체제도 '정전체제'를 끝내겠다는 의도를 깔고 '전쟁이냐 평화냐 양자택일 하라'고 대한민국과 미국을 압박하는 데 이 전략을 쓴다는 평가가 있다. 2017년 미국에 도널드 트럼프 행정부가 들어서면서 트럼프 또한 이러한 전략을 쓴다고 지적되었다.

## 같이 보기
- 억지이론
- 벼랑끝 전술